# I-broker
Un i-broker est un "banquier de données" ou un "ISP pour des services d'identité" — une partie tiers de confiance qui aide les individus et organisations à partager des données privées de la même façon que les banques aident à échanger des fonds et les ISPs aident à échanger des emails et des fichiers. Le terme a été introduit dans l'article Social Web décrivant comment une nouvelle couche d'infrastructure Internet est possible basée sur les spécifications OASIS, XRI et XDI. Néanmoins le concept d'un i-broker n'est pas spécifique à quelque technologie ou protocole, mais plutôt une fonction d'affaires et sociale, similaire à celle d'une banque ou d'un ISP.
Tout comme les banques offrent une vaste gamme de services associés à un compte, et les ISPs une large gamme de services Internet, les i-brokers offriront une large gamme d'applications d'identité et de partage de données. Comme pour le courriel et l'hébergement web, quelques i-brokers se spécialiseront dans les services pour les gestions de comptes personnels, d'autres se concentreront sur les marchés d'affaires et gouvernementaux, et certains seront des brokers complets de services gérant tous les types de comptes. Dans tous les cas, la sensibilité des données concernées exigera de la part des i-brokers les mêmes niveaux d'exigences de confiance et de responsabilité qui sont exigés dans le système bancaire global. À la différence du système bancaire, néanmoins, il est peu probable que les i-brokers soient vraiment régulés. Au lieu de cela, le bon comportement sera plus probablement forcé par les systèmes de réputation en ligne.
Tout comme les personnes utilisent différents comptes bancaires pour différents services financiers, elles utiliseront probablement plusieurs i-brokers pour partager différents ensemble de données (personnelles, financières, médicales, professionnelles, etc. Néanmoins, avec les technologies de partage de données telles que les link contracts XDI, un détenteur de compte peut choisir de relier tous ses comptes i-broker, ou des comptes sélectionnés ou rien du tout - de la même façon qu'un auteur de site web détermine quelles pages sur le site sont liées les unes avec les autres.
Parce que de plus en plus de protocoles d'identité digitale et de standards arrivent sur le marché, d'autres types de fournisseurs de services seront dans une position d'offrir des services de i-brokering, que ce soit des réseaux sociaux, des portails, des registrars de noms de domaines, des fournisseurs de services internet, des banques, des sociétés d'assurance des sociétés de téléphone traditionnelles ou mobiles et les sites de vente en ligne.
XDI.org est la première organisation publique de confiance pour les i-brokers. XDI.org maintient un ensemble de Global Services Specifications (GSS) gouvernant l'accréditation des i-brokers et le management de leur politique, ainsi qu'un ensemble de I-Services Specifications (ISS) définissant des services d'identité inter-opérables.
Les i-Brokers sont parfois considérés comme un homesite, ou un PIP (Personal Identity Provider), ou un IdP (Identity Provider)